# Eßleben-Teutleben
Eßleben-Teutleben era un municipio situado en el distrito de Sömmerda, en el Estado federado de Turingia (Alemania).
Desde el 1° de enero de 2019, es parte del municipio de Buttstädt.

## Historia

### Teutleben
Documentado por primera vez en 876, hubo una vez un castillo amurallado al suroeste de la iglesia, cerca de donde el Rheinbach desemboca en el Rohrbach. Perteneció a los señores de Teutleben, mencionados en documentos del siglo XII. Aún se conservan restos de una torre redonda.

### Eßleben
Primera mención documentada en 1063 como Usenlebe. En aquella época estaba sujeta a impuestos del arzobispo de Maguncia. Más tarde, la comunidad fue cambiando de propietarios y en 1815 pasó a depender por completo del Gran Ducado de Sajonia-Weimar-Eisenach.
La iglesia románica del pueblo con torre del coro data de 1267. Desde 2007, lleva el nombre de "Iglesia de Elisabeth". Únicas en Turingia son las galerías con fragmentos de decoraciones de solado, que probablemente se realizaron en el siglo XII. El altar, ricamente decorado con tallas, es un espectáculo especial.

### Trabajos forzados
Durante la Segunda Guerra Mundial, 48 mujeres y hombres de Polonia, Ucrania e Italia tuvieron que realizar trabajos forzados en la agricultura.

## Presente
El municipio de Eßleben-Teutleben se fundó en 1974 a partir de la fusión de Eßleben y Teutleben. Desde 1991 pertenecía a la comunidad administrativa de Buttstädt.
El 1 de enero de 2019, el municipio se fusionó con los demás municipios de la comunidad administrativa de Buttstädt para formar el municipio rural de Buttstädt.

## Infraestructura
Los dos distritos están conectados por una sencilla carretera rural que atraviesa un rincón de Sajonia-Anhalt. Teutleben se encuentra en la carretera estatal L 1058, que conecta el pueblo con Buttstädt, al oeste, y Herrengosserstedt y Eckartsberga, al este.

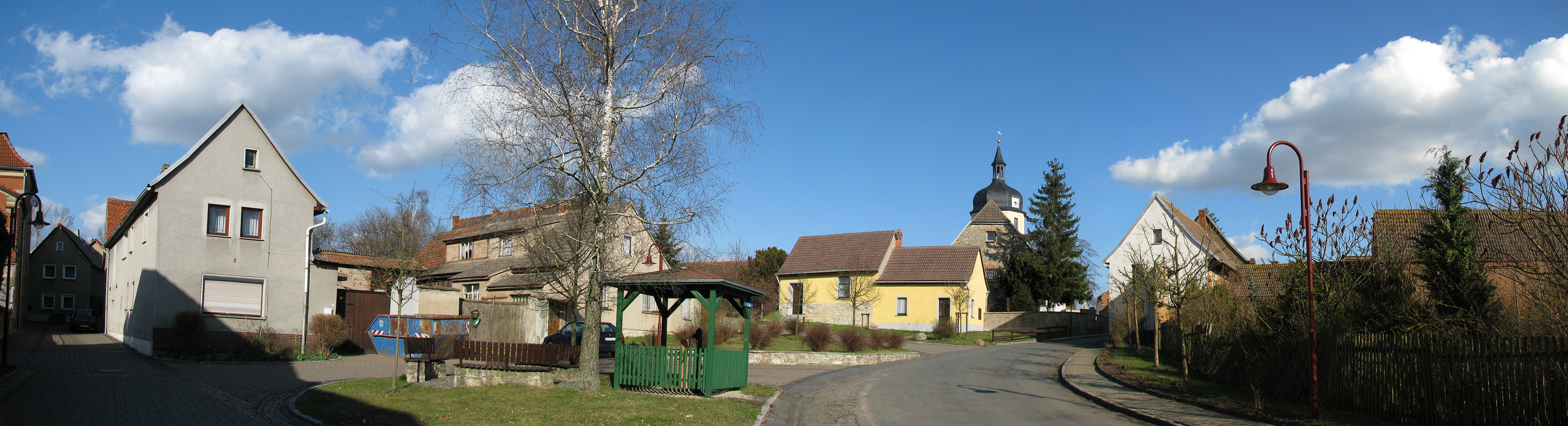
Carretera principal Eßleben(-Teutleben)